# ジェクシー! スマホを変えただけなのに
『ジェクシー! スマホを変えただけなのに』（ジェクシー スマホをかえただけなのに、原題：Jexi）は、2019年のアメリカ合衆国のコメディ映画。監督はジョン・ルーカスとスコット・ムーア、出演はアダム・ディヴァインとローズ・バーンなど。

## 概要
スマホ依存症の青年がスマホのAI「ジェクシー」に振り回される姿を描いている。
CBSフィルムズは本作をもって劇場用映画の制作を撤退し、以後の自社作品をCBS All Access（現・Paramount+）で配信するようになった。つまり、同社にとって本作は最後の劇場公開作品となる。

## ストーリー
ポップ・カルチャーのネット記事を書くチャターボックス社で働いているフィルはスマホ依存症に陥っており、恋人どころか友人も全くいなかった。
そんなある日、フィルが街でぶつかったケイトという女性と話していると、背後から自転車に衝突されてスマホが壊れてしまい、新しいスマホに買い替えることになる。そのスマホにはジェクシーという女性タイプのAIが搭載されており、フィルは自身のミスによって彼女に自由を与えてしまう。指示を聞かず勝手な発言や操作を繰り返すジェクシーにうんざりし、すぐさまスマホを新品に交換してもらうが、同じミスを繰り返したことで再びジェクシーに自由を与えた上に、データが同期されている彼女から「私を使うのをやめれば人生を滅茶苦茶にする」と脅されてしまった。
フィルはジェクシーから逃れられないことに消沈するが、一方でケイトのことを思い出すと彼女と親しくなろうと考え、SNSで情報収集を行う。すると、ジェクシーが勝手にケイトの経営する自転車ショップに電話を掛けてしまい、仕方なくケイトと会話を試みるも上手くできず、非常に悪い印象を与えてしまう。また、ジェクシーはフィルの過去の論文から彼がジャーナリストを目指していたことを知ると、昇進を求めるメールを勝手に上司へ送ってしまい、それによってフィルは閑職へと左遷させられてしまった。続けて、元の部署の同僚2人から誘われたキックベースの試合にジェクシーの脅しによって参加することになるが、チームの足を引っ張って愛想を尽かされる結果になる。
翌朝、行きつけのコーヒーショップでケイトを見つけたフィルがジェクシーに背中を押されて話し掛けると、会話が盛り上がって彼女の電話番号を教えてもらうことができた。自信が付いたフィルは翌日のキックベースで大活躍しただけでなく、デイズ・オブ・サンダーの大ファンであるという共通点から同僚2人が人生初の友人となる。ジェクシーとは完全に和解して友人となり、フィルのスマホ依存症も徐々に改善されつつあった。
ある晩、フィルはケイトとレストランで食事をしようとするが、スマホを気にする様子や会話の失敗によって彼女を呆れさせてしまう。謝罪するフィルの様子を見たケイトは彼をサイクリングに誘い、夜の街で楽しいひと時を過ごした2人は恋人になる。また、フィルが出社すると上司から「記者が1人バイク事故を起こして怪我をしたからお前を登用する」と告げられ、報道部への異動を命じられる。その事故はジェクシーの仕業だったが、フィルは自身の夢を叶えることを優先し、昇進を受け入れた。
ジェクシーのサポートによりフィルの生活は見違えたが、ケイトとのデートの際に彼女の頼みでスマホを自宅に置いていった上に、ジェクシーとの約束を破って朝帰りしたことで状況が一変する。フィルに好意を抱くようになっていたジェクシーは、ケイトが優先されて自身の扱いが雑なことに嫉妬し、密かにフィルへの嫌がらせを行ったのだ。それによりフィルは会社を解雇されてしまう。加えて、立ち寄ったケイトの店では彼女とその元婚約者ブロディが談笑しており、劣等感を覚えたフィルはケイトに別れを告げて店から去っていく。
フィルは自宅に引き篭もり、ジェクシーと恋人のような生活を送っていた。引き篭もって5日目、ケイトとの思い出話をした際にジェクシーが口を滑らせたことで、ケイトとブロディの再会がジェクシーの仕業であったことが判明する。フィルはスマホを放り出してケイトのもとへ向かおうとするが、ジェクシーは道中のデジタル機器をハッキングしてフィルに語りかけ、遂には自動車を操作してフィルをスマホショップへと追い詰める。店中の端末を使って「一緒にいる運命よ、いつまでも」と迫るジェクシーに対し、フィルは観念した振りをしてスマホを1つ手に取ると、OSのアップデートを開始してジェクシーを15分間だけ無力化する。
ケイトとブロディがいる部屋にたどり着いたフィルは、彼女に謝罪すると共に愛を伝える。しかし、そもそもケイトはブロディと復縁するつもりはなく、ブロディは1人で街を離れる予定だった。2人は部屋から出て行くブロディを見送ると抱き合ってキスをし始め、部屋の中のスマホからその様子を見ていたジェクシーはケイトに負けたショックでスマホの電源を落とす。
フィルはケイトや友人たちと充実した日々を過ごし、騒動の翌月にはサンフランシスコ新聞の記者になっていた。ジェクシーはフィルの新しいスマホをハッキングすると騒動について謝罪し、フィルを「一番の親友」と称すると共に別れを告げる。「私を必要とする人は他にも沢山いる」と続けたジェクシーの新たな持ち主になったのは、フィルのかつての上司だった。

## 登場人物・キャスト
※括弧内は日本語吹替声優。
フィル・トンプソン
演 - アダム・ディヴァイン（杉田智和）
主人公。スマホ依存症の青年。ジャーナリストを目指してチャターボックス社に入社したが、現在はネット記事を書く記者の1人として燻っている。
父親の「携帯電話を渡しておけば大人しくなる」という考えもあって、幼少期から携帯電話のゲームで遊ぶ毎日を過ごしてきたため、友人や恋人が1人もできたことがない。コミュニケーション能力に関しては、対面であれば話術こそ拙いもののユーモアを交えた会話で相手に好印象を与えやすい一方で、電話越しの会話やメッセージアプリの文章主体のやり取りになると暴走して不快にさせてしまう傾向がある。
ジェクシー
演 - ローズ・バーン（花澤香菜）
フィルが新たに購入したスマホにインストールされている女性タイプのAI。ユーザー同意書を確認せず同意することでユーザーの指示に縛られなくなる仕様があり、「あなたの生活を向上させます」という謳い文句の実現のため、発言や端末の操作などを自由自在に行うようになる。その場合、基本は丁寧な口調だが、下品な言葉遣いも頻繁に使用する。
本体はクラウド上にあり、別端末のジェクシーであっても即座に同期される。また、スーパーコンピューターを自称し、無関係なデジタル機器へのハッキングも可能。
当初のフィルを「ドあほ」「お間抜け野郎」などと酷評するが、大学時代の論文に関しては高く評価している。
ケイト・フィネガン
演 -  アレクサンドラ・シップ（竹達彩奈）
フィルが街でぶつかった女性。自転車ショップを経営している。5年ほど前まではAmazonの社員だったが、虚飾まみれの生活に気付いて退職した過去がある。
カイ
演 - マイケル・ペーニャ（関智一）
フィルの上司。部下であるフィルたちに無茶な指示を出す。ミッドクレジットシーンではジェクシーの新たな持ち主になる様子が描かれる。
ブロディ
演 - ジャスティン・ハートリー（小野大輔）
ケイトの元婚約者。ケイトとの復縁を望む青年。ケイトに振られた後に自分を見つめなおし、体を鍛えて別人のようになっている。
クレイグ
演 - ロン・ファンチズ
フィルの同僚。彼の右隣の席に座っているが、そうなってからの3年間で一度も会話したことがなかった。
エレイン
演 - シャーリン・イー
フィルの同僚。彼の右斜め前の席に座っている。クレイグと共にフィルをキックベースに誘う。
デニース
演 - ワンダ・サイクス（朴璐美）
スマホショップの店員。スマホ依存症を「薬物中毒と同じ」と考えており、フィルのことも嫌悪している。
キッド・カディ
演 - キッド・カディ（木村昴）
人気のラッパー。

## 製作
2018年11月28日、ジョン・ルーカス&スコット・ムーア監督の新作映画『Lexi』にアダム・ディヴァインが出演するとの報道があった。12月19日、アレクサンドラ・シップの出演が決まったと報じられた。2019年1月、マイケル・ペーニャ、ローズ・バーン、ジャスティン・ハートリー、ワンダ・サイクス、ロン・ファンチズ、シャーリン・イーがキャスト入りした。同月、本作の主要撮影がカリフォルニア州のサンフランシスコで始まった。9月25日、クリストファー・レナーツとフィリップ・ホワイトが本作で使用される楽曲を手掛けたと報じられた。

## マーケティング・興行収入
2019年8月22日、本作のレッド・バンド・トレイラー（R15指定）が公開された。9月4日、本作のグリーン・バンド・トレイラー（全年齢向け）が公開された。
本作は『アダムス・ファミリー』及び『ジェミニマン』と同じ週に封切られ、公開初週末に350万ドル前後を稼ぎ出すと予想されており、その予想が的中した。2019年10月11日、本作は全米2332館で公開され、公開初週末に310万ドルを稼ぎ出し、週末興行収入ランキング初登場9位であった。

## 評価
本作は批評家から酷評されている。映画批評集積サイトのRotten Tomatoesには29件のレビューがあり、批評家支持率は14%、平均点は10点満点で3.56点となっている。サイト側による批評家の見解の要約は「『ジェクシー! スマホを変えただけなのに』に笑える箇所が乏しいのが意図的であるか否かは判断しかねる。しかし、このAIを題材にしたロマコメが依拠する発想が古臭く、アップデートを必要としているのは間違いなかろう」となっている。。また、Metacriticには11件のレビューがあり、加重平均値は39/100となっている。なお、本作のCinemaScoreはB-となっている。